# El Mourouj
El Mourouj (àrab: المُرُوج, al-Murūj) és una ciutat del sud-est de Tunis de la qual, de fet, forma un suburbi. Es troba a uns 5 km de Tunis i forma part de la governació de Ben Arous, tot estant situada a 1,5 km al sud de la ciutat de Ben Arous. S'ha estès de tal manera que avui dia un dels seus barris forma part de la veïna governació de Tunis.

## Història
La ciutat fou construïda al començament dels anys 1980 per l'Estat per donar acollida a l'emigració cap a la capital. El projecte s'havia aprovat ja el 1977 (per a 130.000 habitants), però l'inici de les obres es va endarrerir uns cinc anys.

## Geografia
La seva població actual és de 81.896 habitants (cens del 2004) i està dividida en sis barris (I, II, III, IV, V i VI, el II dins la governació veïna de Tunis).
Tenia a prop la principal deixalleria de Tunísia, però la pressió veïnal la va fer tancar i avui dia és una zona verda, el parc Montazeh.

## Administració
És el centre de la delegació o mutamadiyya homònima, amb codi geogràfic 13 53 (ISO 3166-2:TN-12), dividida en sis sectors o imades:
- El Mourouj 1 (13 53 51)
- El Mourouj 3 (13 53 52)
- El Mourouj 4 (13 53 53)
- El Mourouj 5 (13 53 54)
- Bir Kassaa (13 53 55)
- Farhat Hached (13 53 56)

Al mateix temps, forma una municipalitat o baladiyya (codi geogràfic 13 12).